# Catalisi enzimatica
La catalisi enzimatica è un tipo di catalisi realizzata da catalizzatori proteici detti enzimi. È la catalisi con la quale avvengono praticamente tutte le reazioni biochimiche.

## Specificità degli enzimi

Schema del modello dell'adattamento indotto

La maggior parte degli enzimi presenta una notevolissima specificità per la reazione catalizzata e per i substrati coinvolti. Tale specificità è legata a diversi fattori che caratterizzano l'associazione tra il substrato ed il sito attivo, come la complementarità dal punto di vista strutturale, le cariche elettriche, la natura idrofila o idrofobica. Gli enzimi mostrano spesso livelli elevatissimi di stereospecificità, regioselettività e chemoselettività.
Alcuni degli enzimi che mostrano la maggiore specificità sono coinvolti nella replicazione e nell'espressione del genoma. Tali enzimi presentano meccanismi di proof-reading (correzione di bozze). Ad esempio enzimi come le DNA polimerasi sono in grado di catalizzare inizialmente la reazione di elongazione del filamento di DNA, quindi di valutare in un secondo momento l'efficienza e la correttezza dell'operazione stessa. Questo processo in due passaggi permette di ridurre enormemente gli errori compiuti (si stima che le DNA polimerasi di mammifero abbiano un tasso di errore di 1 su 100 milioni di reazioni catalizzate.) Simili meccanismi di proof-reading sono presenti anche nelle RNA polimerasi, nelle amminoacil-tRNA sintetasi e nei ribosomi.
Esistono in ogni caso anche diversi enzimi caratterizzati da una specificità relativamente più bassa. Diversi enzimi sono infatti in grado di agire su un numero ampio di substrati. Una possibile spiegazione di questa evidenza è legata al fatto che, dal punto di vista evolutivo, essa permetterebbe la costituzione di nuovi pathways metabolici.

### Modellochiave-serratura
Il primo modello a essere stato messo a punto per spiegare la specificità degli enzimi è quello suggerito da Hermann Emil Fischer nel 1894, secondo il quale l'enzima e il substrato possiedono una forma esattamente complementare che ne permette un incastro perfetto. Tale modello è spesso definito come chiave-serratura. In ogni caso tale modello esplica bene la specificità degli enzimi, ma è decisamente meno affidabile nello spiegare la stabilizzazione dello stato di transizione che l'enzima raggiunge durante il legame con il substrato.

### Modello dell'adattamento indotto
Nel 1958 Daniel Koshland propose una modifica del modello chiave-serratura: dal momento che gli enzimi sono strutture relativamente flessibili, egli suggerì che il sito attivo potesse continuamente modellarsi in base alla presenza o meno del substrato. Come risultato, il substrato non si lega semplicemente a un sito attivo rigido, ma genera un rimodellamento del sito stesso, che lo porta a un legame più stabile in modo da portare correttamente a termine la sua attività catalitica, come succede ad esempio per l'esochinasi e per altri enzimi glicolitici. In alcuni casi, come avviene per le glicosidasi, anche il substrato può cambiare leggermente la propria forma all'ingresso nel sito attivo.

## Funzionamento
Il legame iniziale tra enzima e substrato è necessario anche da un punto di vista energetico. L'energia del legame deriva non solo da eventuali legami covalenti, ma anche da una fitta rete di interazioni deboli, ioniche o elettrostatiche. Solo il corretto substrato è in grado di partecipare a tutte le interazioni previste. Ciò, oltre a spiegare la sorprendente stabilità del legame tra enzima e substrato, permette di comprendere i meccanismi che conferiscono elevata specificità all'enzima stesso.
La riduzione dell'energia di attivazione può essere invece spiegata dal fatto che tutte le interazioni tra enzima e substrato sono possibili solo quando il substrato si trova nello stato di transizione. Tale stato è dunque stabilizzato (in un certo senso esso viene forzato) dal legame tra enzima e substrato. Il substrato nello stato di transizione può essere considerato un vero e proprio nuovo substrato di una nuova reazione, avente una energia di attivazione inferiore a quella originale. La riduzione della ΔG‡ può dunque essere intesa come conseguenza della creazione di una sorta di nuova reazione, impossibile senza la presenza dell'enzima corretto.
L'affinità dell'enzima per il substrato è quindi la condizione necessaria per il suo funzionamento; ma questo non significa che nel complesso le forze di interazione debbano essere molto elevate: se il complesso enzima-substrato fosse eccessivamente stabile, per esempio, l'enzima non tenderebbe a formare i prodotti. Se l'affinità troppo alta fosse invece tra enzima e stato di transizione (o tra enzima e prodotto) la reazione si bloccherebbe, non permettendo al complesso di dissociarsi e liberare i prodotti.

### Strategie catalitiche
Alcune delle strategie comunemente messe in atto dagli enzimi per catalizzare reazioni sono le seguenti.
- Catalisi covalente
- Catalisi acido-base
- Catalisi mediata da ioni metallici
- Catalisi da avvicinamento. In numerose reazioni che coinvolgono più substrati, il fattore limitante è la scarsa possibilità che i substrati si dispongano vicini e nel corretto orientamento. Enzimi come le stesse NMP chinasi sono ad esempio in grado di disporre due nucleotidi vicini tra loro, facilitando il trasferimento di un gruppo fosfato da un nucleotide all'altro.

Analisi recenti hanno svelato ulteriori correlazioni tra le dinamiche interne dell'enzima e l'efficienza di catalisi risultante.
Le regioni interne di un enzima (dai singoli amminoacidi fino alle eliche alfa) possono cambiare posizione e conformazione in tempi che vanno dai femtosecondi ai secondi: sono tali spostamenti a cambiare la rete di interazioni possibili con il substrato, con conseguenze importanti a livello di aumento o un calo dell'efficienza catalitica. Questo ha conseguenze fondamentali a livello dello studio della modulazione allosterica, dell'inibizione e dell'attivazione enzimatica.

#### Casi particolari
Esistono anche altri tipi di catalisi come la catalisi rotazionale.

## Modulazione allosterica
Alcuni enzimi sono provvisti, oltre che del sito attivo, anche di cosiddetti siti allosterici, che funzionano come degli interruttori, potendo bloccare o attivare l'enzima. Quando una molecola particolare fa infatti da substrato per questi siti, la struttura dell'enzima viene completamente modificata, al punto che esso può non funzionare più. Al contrario, può avvenire che la deformazione metta in funzione l'enzima. Molto spesso la deformazione consiste in un riorientamento dei domini che compongono l'enzima in modo da rendere il sito attivo più accessibile (attivatori) o meno accessibile (inibitori). 
Queste molecole che regolano l'attività enzimatica sono dette effettori allosterici o modulatori allosterici.
Il sito allosterico può essere anche lo stesso sito attivo dell'enzima: in questo caso, in genere, gli attivatori sono gli stessi reagenti, mentre gli inibitori allosterici saranno i prodotti.
Molti effettori hanno effetti simili su più enzimi diversi: in questo modo l'allosteria può essere utilizzata per sincronizzare diverse reazioni che si trovano lungo la stessa via o su vie diverse. Ad esempio l'ATP è un inibitore allosterico di molti enzimi che operano su reazioni di catabolismo (glicolisi, ciclo di Krebs..): così quando la sua concentrazione è alta, ovvero la cellula ha molta energia a disposizione, lo stesso ATP rallenta le vie che portano alla produzione di ulteriori molecole ad alto contenuto energetico. 

## Meccanismi di reazione a due substrati
I meccanismi di reazione a due substrati sono:
- Bi-Bi ordinato: si legano i substrati S1 e S2 e si staccano i prodotti P1 e P2 in ordine (come in molte ossidoreduttasi NAD+(P) dipendenti).
- Bi-Bi Random: si legano i due substrati e si staccano i due prodotti in vari ordini (come in molte chinasi e alcune deidrogenasi).
- Ping Pong (o doppio spostamento): si attacca il substrato S1 e si stacca il prodotto P1, poi si attacca S2 e si stacca P2 (come per le amminotrasferasi e serina proteasi).

## Cofattori
Molti enzimi contengono molecole non proteiche che partecipano alla funzione catalitica. Queste molecole, che si legano spesso all'enzima nelle vicinanze del sito attivo, vengono definite cofattori. Combinandosi con la forma non attiva dell'enzima (apoenzima), esse danno origine ad un enzima cataliticamente attivo (oloenzima).
Queste molecole spesso vengono divise in due categorie sulla base della natura chimica: i metalli ed i coenzimi (piccole molecole organiche).
Sulla base del legame con l'enzima, invece, si distinguono i gruppi prostetici ed i cosubstrati. I gruppi prostetici sono di solito strettamente legati agli enzimi, generalmente in modo permanente. I cosubstrati sono invece legati più debolmente agli enzimi (una singola molecola di cosubstrato a volte può associarsi successivamente con enzimi diversi) e servono come portatori di piccole molecole da un enzima ad un altro. La maggior parte delle vitamine, composti che gli esseri umani e altri animali non sono in grado di sintetizzare autonomamente, sono cofattori (o precursori di cofattori).

## Termodinamica

Diagramma di una reazione catalitica che mostra l'energia richiesta a vari stadi lungo l'asse del tempo (coordinate di reazione). I substrati normalmente necessitano di una notevole quantità di energia (picco rosso) per giungere allo stato di transizione, onde reagire per formare il prodotto. L'enzima crea un microambiente nel quale i substrati possono raggiungere lo stato di transizione (picco blu) più facilmente, riducendo così la quantità d'energia richiesta. Essendo più facile arrivare a uno stato energetico minore la reazione può avere luogo più frequentemente e di conseguenza la velocità di reazione sarà maggiore.

Come per tutti i catalizzatori, gli enzimi non modificano l'equilibrio chimico della reazione. Solitamente, in presenza di un enzima, la reazione si svolge nella stessa direzione in cui si svolgerebbe senza. L'unica differenza è la velocità della reazione. Di conseguenza, gli enzimi possono catalizzare in modo equivalente sia la reazione diretta che quella inversa. Ad esempio, l'anidrasi carbonica catalizza la reazione in entrambe le direzioni a seconda della concentrazione dei reagenti.
{\displaystyle \mathrm {CO_{2}+H_{2}O{}^{\mathrm {\quad anidrasi\ carbonica} }\!\!\!\!\!\!\!\!\!\!\!\!\!\!\!\!\!\!\!\!\!\!\!\!\!\!\!\!\!\!\!\!\!\!\!\!\!\!\!\!\!\!{\overrightarrow {\qquad \qquad \qquad \qquad }}H_{2}CO_{3}} } (nei tessuti, con alta concentrazione di CO2)
{\displaystyle \mathrm {H_{2}CO_{3}{}^{\mathrm {\quad anidrasi\ carbonica} }\!\!\!\!\!\!\!\!\!\!\!\!\!\!\!\!\!\!\!\!\!\!\!\!\!\!\!\!\!\!\!\!\!\!\!\!\!\!\!\!\!\!{\overrightarrow {\qquad \qquad \qquad \qquad }}CO_{2}+H_{2}O} } (nel polmone, con bassa concentrazione di CO2)
In ogni caso, se l'equilibrio è decisamente spostato in una direzione (in caso ad esempio di una reazione esoergonica), la reazione diventa irreversibile, e l'enzima si trova de facto a poter catalizzare la reazione solo in quella direzione.
Sebbene l'unica differenza tra la presenza e l'assenza di un enzima sia la velocità di reazione, a volte l'assenza dell'enzima può dare il via allo sviluppo di altre reazioni non catalizzate, che conducono alla formazione di diversi substrati. In assenza di catalizzatori, infatti, possono subentrare reazioni differenti, caratterizzate da una minore energia di attivazione.
La presenza degli enzimi, inoltre, può permettere l'accoppiamento di due o più reazioni, in modo che una reazione favorita dal punto di vista termodinamico possa essere sfruttata per portarne a termine una sfavorita. Questo è quello che avviene con l'idrolisi dell'ATP, utilizzata comunemente per avviare numerose reazioni biologiche.

## Cinetica

Meccanismo di una reazione a substrato (S) singolo catalizzata da un enzima (E) a generare un prodotto (P)

La cinetica enzimatica si occupa in modo particolare degli aspetti cinetici (cioè legati al fattore tempo) del legame enzima-substrato e della conseguente generazione di un prodotto. I dati di velocità utilizzati nelle analisi cinetiche sono ottenuti da saggi enzimatici. Nel 1913 Leonor Michaelis e Maud Menten proposero una teoria quantitativa della cinetica enzimatica, che è tuttora nota come cinetica di Michaelis-Menten. Il loro lavoro è stato ulteriormente ampliato nel 1925 da George Edward Briggs e John Burdon Sanderson Haldane, che hanno messo a punto le equazioni cinetiche utilizzate comunemente ancora oggi.
Il maggior contributo di Michaelis e Menten fu quello di suddividere idealmente l'azione degli enzimi in due fasi. Nella prima fase, il substrato si lega reversibilmente all'enzima, formando il complesso enzima-substrato (ES), a volte chiamato complesso di Michaelis-Menten in loro onore. La fase successiva è la vera e propria conversione del substrato a prodotto.

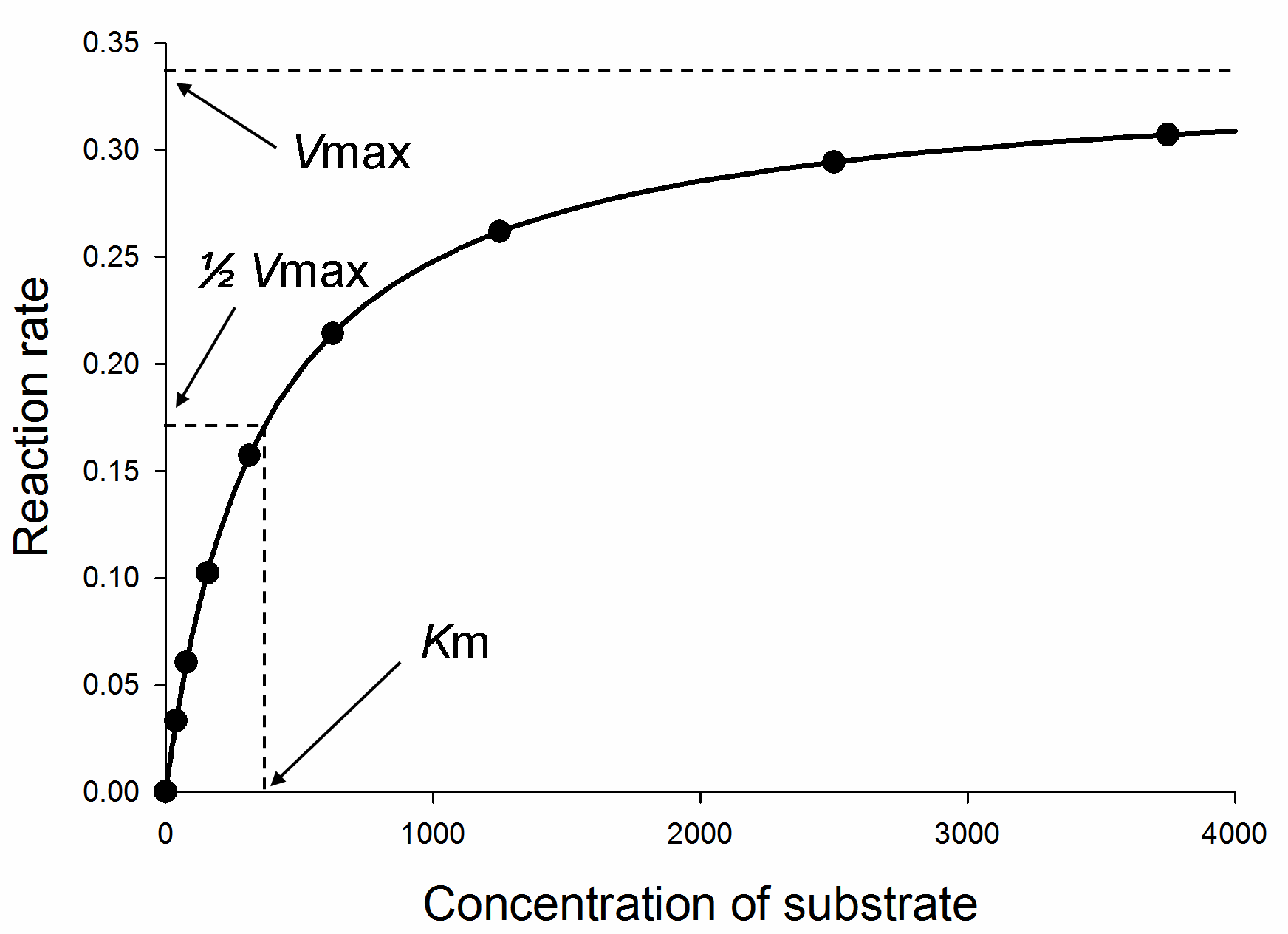
Curva di saturazione per una reazione enzimatica: evidenziata la relazione tra la concentrazione di substrato (S) e la velocità di reazione (v)

Gli enzimi sono in grado di catalizzare alcuni milioni di reazioni al secondo. Per esempio, la reazione catalizzata dalla orotidina-5'-fosfato decarbossilasi impiega circa 25 millisecondi per processare la stessa quantità di substrato che, in assenza dell'enzima, verrebbe convertita in 78 milioni di anni.
La velocità enzimatica dipende dalle condizioni della soluzione e dalla concentrazione del substrato. Condizioni denaturanti, come le alte temperature, pH lontani dalla neutralità o alte concentrazioni saline riducono l'attività enzimatica. Alte concentrazioni di substrato, invece, tendono ad incrementare l'attività.
La velocità massima di una reazione enzimatica è individuabile incrementando la concentrazione di substrato fino a raggiungere un livello a cui la velocità stessa rimane costante (nella curva di saturazione, è il livello indicato in alto a destra). La saturazione ha luogo perché, all'aumentare della concentrazione di substrato, una quantità sempre maggiore di enzima libero è convertita nella forma ES. Alla velocità massima (definita Vmax) dell'enzima, tutti i siti attivi dell'enzima sono saturi di substrato, e l'ammontare del complesso ES è pari a quello dell'enzima stesso.

## Inibizione enzimatica

Gli inibitori competitivi legano l'enzima in modo reversibile, impedendo il legame con il substrato. Il legame con il substrato, viceversa, impedisce il legame dell'inibitore.

Gli inibitori non competitivi legano siti alternativi a quello che lega il substrato. Il legame di tali inibitori, tuttavia, genera cambiamenti conformazionali tali da impedire l'ingresso del substrato o generarne la sua espulsione.

Gli inibitori enzimatici sono sostanze in grado di diminuire o annullare l'azione catalitica di un enzima. Possono agire legandosi al sito attivo competitivamente al substrato (inibizione competitiva) o legandosi ad un sito allosterico. L'inibizione può essere reversibile, rendendo possibile il ripristino della funzione catalitica dell'enzima tramite aumento della concentrazione del substrato rispetto all'inibitore; o irreversibile con l'impossibilità di potere ripristinare l'attività catalitica. Gli induttori, invece, sono sostanze in grado di interagire con i siti enzimatici in modo da aumentare la funzionalità dell'enzima.

### Inibitori reversibili
Sono molecole che si legano non covalentemente all'enzima motivo per cui dopo la loro rimozione l'enzima torna ad essere funzionante.

#### Inibizione competitiva
Gli inibitori competitivi occupano il sito di legame del substrato, impedendo al substrato di legarsi correttamente (formazione di un complesso EI al posto di uno ES). Se il substrato si lega prima, l'inibitore non può competere più direttamente. La consistenza dell'inibizione dipende sia dalla concentrazione di inibitore che da quella di substrato. Spesso gli inibitori competitivi mimano in modo notevole la forma dei substrati di cui inibiscono il legame.
All'aumentare della concentrazione di inibitore, la Km apparente (Kmapp) aumenta, ma la velocità della reazione diminuisce. Tuttavia, asintoticamente la velocità tende ancora a Vmax, e quindi l'effetto dell'inibitore può essere annullato aumentando la concentrazione di substrato.
Ad esempio il metotrexato è un inibitore competitivo della diidrofolato reduttasi, che catalizza la riduzione del diidrofolato a tetraidrofolato.

#### Inibizione non competitiva
Gli inibitori non competitivi sono in grado di legare siti differenti dal sito attivo. Essi sono dunque in grado di legare sia l'enzima libero, sia in configurazione ES. Il loro legame all'enzima genera un cambiamento conformazionale dell'enzima stesso, che può avere come conseguenza l'inibizione del legame tra enzima e substrato. Non essendoci dunque competizione tra inibitore e substrato, l'importanza dell'inibizione dipende esclusivamente dalla concentrazione dell'inibitore stesso.
L'inibitore causa una diminuzione della Vmax ma non modifica la km.

#### Inibizione acompetitiva (e incompetitiva)
Un inibitore acompetitivo si lega a un sito diverso da quello del substrato, presente solamente nel complesso ES: interagisce solo con ES e non con E.
Vmax e km diminuiscono di uno stesso fattore all'aumentare della concentrazione di inibitore: Vmax/km è costante.

#### Inibizione mista
In realtà non si verifica un'inibizione puramente non competitiva, ma un'inibizione di tipo misto in cui variano sia Vmax che km in modo diverso.
In pratica l'inibizione acompetitiva e l'inibizione mista avvengono solo negli enzimi con due o più substrati.

### Inibitori irreversibili
Alcuni inibitori sono in grado di reagire con l'enzima e formare un legame covalente. L'inattivazione così indotta è irreversibile. Esistono diversi composti di questo tipo: una classe importante è quella dei cosiddetti inibitori suicidi, che contano al loro interno la eflornitina, un farmaco utilizzato per trattare la malattia del sonno. Anche la penicillina ed i suoi derivati agiscono in questo modo. Gli antibiotici di questa classe vengono legati dal sito attivo dell'enzima bersaglio (le transpeptidasi) e vengono convertiti in un intermedio che reagisce in modo irreversibile con alcuni residui presenti nel sito attivo.

### Utilizzi degli inibitori
Gli inibitori sono spesso utilizzati come farmaci, ma possono agire anche come veri e propri veleni. In realtà, la differenza tra farmaco e veleno è esclusivamente una questione di dose del composto: la maggior parte dei farmaci, infatti, se somministrati ad alte dosi può risultare tossica, come già Paracelso evidenziò nel XVI secolo: "In tutte le cose c'è un veleno, e senza un veleno non c'è nulla. Il principio della dose è lo stesso per cui gli antibiotici e gli altri agenti anti-infezione sono veleni per il patogeno e non per l'organismo umano.
- Un esempio di inibitore utilizzato come farmaco è l'aspirina, che inibisce l'attività delle ciclossigenasi COX-1 e COX-2, che producono le prostaglandine, mediatori dell'infiammazione, riducendo dunque la sensazione di dolore.
- Il cianuro è invece un inibitore irreversibile che si combina con il rame ed il ferro presenti nel sito attivo dell'enzima citocromo c ossidasi, bloccando la catena di trasporto degli elettroni e, di conseguenza, la respirazione cellulare.[26]

In molti organismi anche i prodotti degli enzimi possono agire come una sorta di inibitori, attraverso un meccanismo di feedback negativo. Se un enzima produce troppo prodotto, esso può infatti agire come inibitore dell'enzima stesso, riducendo o bloccando la produzione di ulteriore prodotto. Tale meccanismo è molto frequente negli enzimi coinvolti in pathway metabolici: la esochinasi, ad esempio, è inibita da alte quantità di glucosio-6-fosfato.

## Regolazione dell'attività enzimatica
La cellula è in grado di controllare l'attività degli enzimi in almeno cinque modalità principali.
1. Produzione degli enzimi
2. Compartimentalizzazione degli enzimi
3. Feedback negativo
4. Modificazioni post traduzionali
5. Attivazione in ambienti differenti da quelli di produzione

## Cascate enzimatiche
Le cascate enzimatiche sono sistemi costituiti da più enzimi i quali agiscono tra loro causando delle modificazioni covalenti. Le cascate possono essere monocicliche, bicicliche o multicicliche.